# Gouvernorat d'Al Bayda'
Pour les articles homonymes, voir Al Bayda'.
Le gouvernorat d'Al Bayda', Al-Baidhah ou Beida (en arabe : البيضاء Al Baiḍā') est l'une des 20 subdivisions du Yémen.

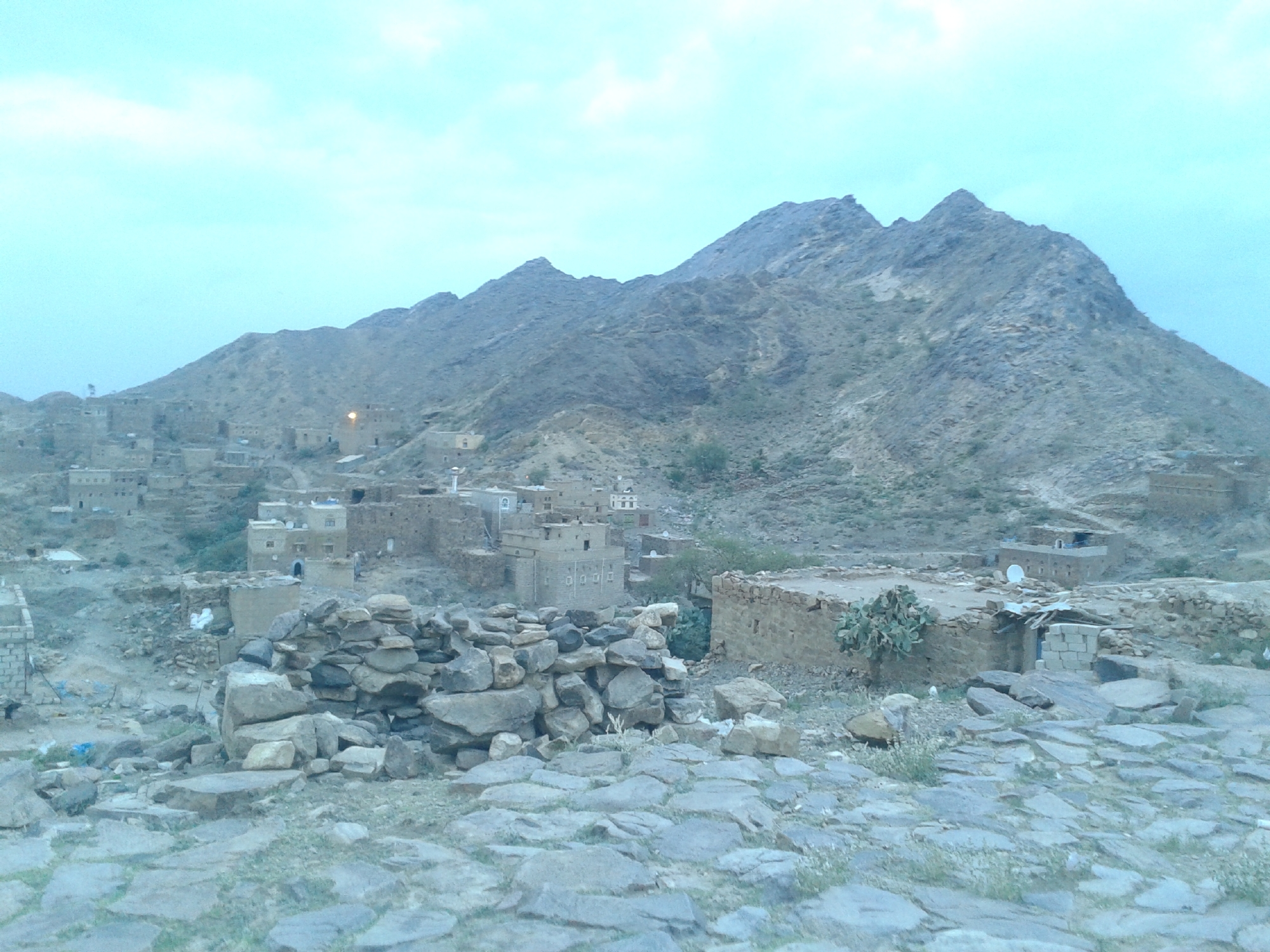
Al-Khadra, district d'Al-A'rsh, Rada', Al-Bayda'

Le gouvernorat est situé près du centre du pays, autour de la ville d'Al Bayda', sa capitale.
Sa population, lors du recensement de 2004, était de 571.778 habitants. 
Son code ISO 3166-2:YE est YE-BA.

## Districts
- Al A'rsh District
- Al Bayda District
- Al Bayda City District
- Al Malagim District
- Al Quraishyah District
- Ar Ryashyyah District
- As Sawadiyah District
- As Sawma'ah District
- Ash Sharyah District
- At Taffah District
- Az Zahir District
- Dhi Na'im District
- Maswarah District
- Mukayras District
- Na'man District
- Nati' District
- Rada' District
- Radman Al Awad District
- Sabah District
- Wald Rabi' District

## Actualité récente
Le 16 janvier 2012, un groupe d'environ 200 militants d'Al Qaida, sans doute membre de Al-Qaïda dans la péninsule arabique (AQAP), s'empare (provisoirement) de la ville de Radda, district de Radda/Rada, gouvernorat de Bayda, approximativement à 150 km au sud de Sanaa.